# Shiraz Shivji

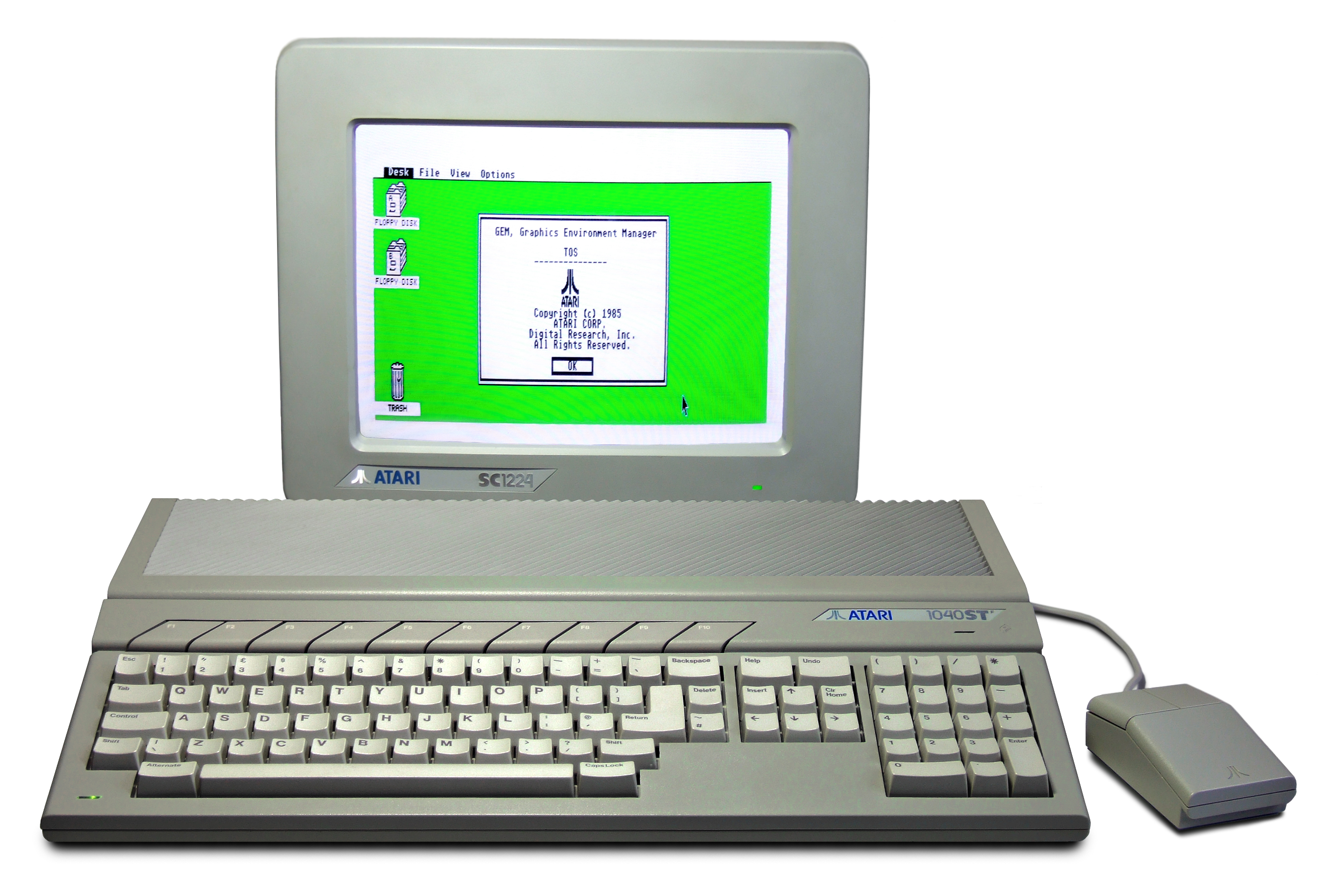
Atari ST

Shiraz Shivji, född 1947 i Tanzania, är en amerikansk ingenjör. Han är bland annat känd som en av ingenjörerna och utvecklarna av hemdatorn Commodore 64 hos det amerikanska företaget Commodore. När Jack Tramiel lämnade Commodore för att fortsättningsvis satsa på Atari, valde Shiraz Shivji att följa med och började där att utveckla Atari ST, för vilken han blev huvudutvecklare.